# 哈維蘭 (亞利桑那州)
哈維蘭（英語：Haviland）是位於美國亞利桑那州莫哈維縣的一個非建制地區。該地的面積和人口皆未知。

## 地理
哈維蘭的座標為34°48′08″N 114°10′38″W / 34.80222°N 114.17722°W，而該地的平均海拔高度為454米（即1489英尺）。